# Islandia

Islandia är en ishall som ligger i Idrottsparken i Mariehamn. Hallen är Mariehamns och Ålands enda ishall och används för matcher, träningsläger, konserter, utställningar med mera.